# Ludwik Żychliński
Ludwik Wincenty Dionizy Żychliński herbu Szeliga (ur. 1837 w Wielkim Księstwie Poznańskim, zm. ok. 1891) – działacz niepodległościowy, pamiętnikarz, kronikarz, pułkownik, dowódca w powstaniu styczniowym, uczestnik wojny secesyjnej i powstania Polaków nad Bajkałem.

## Życiorys
Urodził się w starej herbowej rodzinie jako syn Franciszka Żychlińskiego i Ludwiki z Budziszewskich. Brał udział w wyprawie Giuseppe Garibaldiego na Sycylię (1860), następnie w latach 1862–1863 walczył po stronie Unii w amerykańskiej wojnie secesyjnej.
Do kraju wrócił w 1863 i walczył w powstaniu styczniowym, m.in. jako dowódca oddziału partyzanckiego imienia Dzieci Warszawy oraz jako naczelnik wojskowy w powiecie warszawskim i rawskim. Po powstaniu, został zesłany na Syberię, tam uczestniczył w powstaniu zabajkalskim (1866). Jego wspomnienia są z tego powstania są jednym z niewielu niepodważalnych i ważnych źródeł dla badaczy i historyków. Do kraju powrócił w 1868 roku. Zmarł prawdopodobnie w roku 1891 w rodzimej Wielkopolsce.
Jest autorem m.in.:
- Pamiętników z wojny amerykańskiej 1862. (1863).
- Wrażenia i przygody zesłanego w Sybir Wielkopolanina
- Pamiętniki byłego dowódzcy dzieci warszawskich i byłego naczelnika sił zbrojnych powiatów warszawskiego i rawskiego (1885)[1]
- Wspomnienia z roku 1863 (1888)[2]
- Przygody Wielkopolanina w Azji i Ameryce